# Notophyllia
Genre
Notophyllia est un genre de coraux durs de la famille des Dendrophylliidae.

## Liste d'espèces
Le genre Notophyllia comprend les espèces suivantes :
| Selon ITIS (1 juillet 2015) : - Notophyllia etheridgi Hoffmeister, 1933 - Notophyllia piscacauda Cairns, 1998 - Notophyllia recta Dennant, 1906 - Notophyllia variolaris Tenison-Woods, 1871 | Selon World Register of Marine Species (1 juillet 2015) : - Notophyllia etheridgi Hoffmeister, 1933 - Notophyllia hecki Cairns, 2004 - Notophyllia piscacauda Cairns, 1998 - Notophyllia recta Dennant, 1906 - Notophyllia semivestita Dennant, 1899 † |